# Robert Venäläinen
Seppo Robert Venäläinen, född 18 mars 1969 i Västerås, är en svensk tidigare handbollsspelare (högersexa).

## Klubbkarriär
Robert Venäläinen handbollsfostrades i födelsestaden Västerås och representerade Irsta HF under hela sin landslagskarriär. 1997 började han spela för GF Kroppskultur och gjorde så under några år. 2001 började han spela för Sala HF efter ett år i Guif. Sala HF spelade i division 1. 2002 värvades han åter till Guif och avslutade sin spelarkarriär där 2003 efter en säsong.

## Landslagskarriär
Robert Venäläinen spelade 65 landskamper och gjorde 114 mål för Sveriges landslag under åren 1988-1995. Landslagsdebuten skedde mot Island den 20 december 1988. Han var med i svenska VM-truppen 1993 och tog VM-brons. Mästerskapet spelades i Sverige. I detta VM tillhörde Venäläinen förstauppställningen. Efter VM drabbades han av en korsbandsskada och missade EM 1994 och karriären hade passerat toppen. Sista landskampen spelade han 1995. Under alla åren i landslaget representerade han Irsta HF.

## Efter karriären
Venäläinen gjorde comeback år 2015 och spelade lite för VästeråsIrsta HF i division 4. Bland annat spelade han tillsammans med sonen. I 2018 års trim-SM spelade Venäläinen för Kroppskultur. 2018 blev Robert Venäläinen sportchef för Hammarby Handboll.